# Cheilolejeunea decurviloba
Cheilolejeunea decurviloba là một loài Rêu trong họ Lejeuneaceae. Loài này được (Stephani) X.-L. He mô tả khoa học đầu tiên năm 1996.